# 聖羅蘭 (電影)
《聖羅蘭》是一套2014年的傳記劇情片，由加里·勒斯培導演並與賈克·費許合作編劇，電影基於伊夫·聖羅蘭1958年之後的生平改編。

## 主要角色
- 皮埃爾·尼內 飾 伊夫·聖羅蘭
- 紀堯姆·高利安 飾 皮埃爾·貝爾傑
- 夏洛特·莱本 飾 薇多莉·杜特盧（法语：Victoire Doutreleau）
- 蘿拉·史梅（英语：Laura Smet） 飾 露露·德·拉法萊絲（英语：Loulou de la Falaise）
- 瑪莉·德維爾潘（英语：Marie de Villepin） 飾 貝蒂·卡圖（英语：Betty Catroux）
- 尼可萊·金斯基（英语：Nikolai Kinski） 飾 卡爾·拉格斐
- 薩維·臘菲第（法语：Xavier Lafitte） 飾 雅克·德巴雪

## 發行

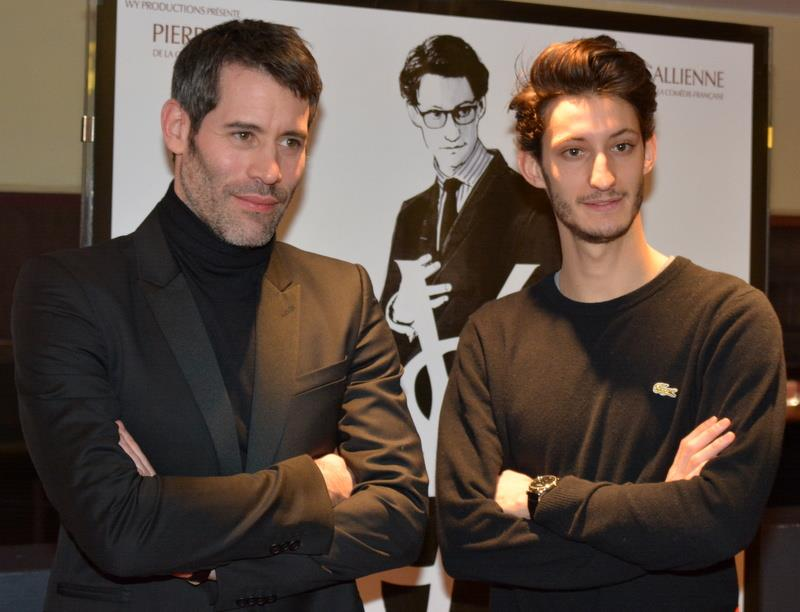
導演加里·勒斯培和在本片飾演伊夫·聖羅蘭的皮埃爾·尼內於巴黎首映式。

2013年5月，溫斯坦影業取得電影在美國的發行權。Entertainment One 則持有英國、荷蘭、比利時、盧森堡、澳洲以及加拿大地區的發行權。

## 反響
《聖羅蘭》獲得褒貶不一的評價，在爛番茄上錄得45%的新鮮度，以10為滿分的平均分中獲得5.3分。網站上的一條共識評論寫道：「雖然演員的表演無比精彩，但是綜合來看還是流於平淡和公式化而令人失望，尤其考慮到電影本身擁有一個華麗耀眼的主題。」在Metacritic上以100為滿分的平均分中獲得51分，可見是比較兩極化的評價。

## 外部連結
- 互联网电影数据库（IMDb）上《聖羅蘭》的资料（英文）
- Box Office Mojo上《聖羅蘭》的資料（英文）
- 雅虎香港電影上《聖羅蘭》的資料（繁體中文） （繁體中文）
- Yahoo奇摩電影上《時尚大師聖羅蘭》的資料（繁體中文）
- 開眼電影網上《時尚大師聖羅蘭 （页面存档备份，存于）》的資料 （繁體中文）